# Licence professionnelle en activités et techniques de communication
La licence professionnelle en activités et techniques de communication est une licence professionnelle en France.
Depuis 2019, les licences professionnelles peuvent s'effectuer en un à trois ans, et sont délivrées au terme d'un parcours de 180 crédits ECTS. Elles peuvent être intégrées après un baccalauréat pour les parcours en 3 ans, ou après l'obtention de 30 à 120 ECTS, et peuvent donner lieu à la délivrance intermédiaire d'un diplôme universitaire de technologie (DUT) ou d'un Diplôme d'études universitaires scientifiques et techniques (DEUST).
En IUT, la licence professionnelle est le bachelor universitaire de technologie en métiers du multimédia et de l'Internet.

## Les spécialités disponibles
Parmi les spécialités existantes, on peut citer les suivantes : 
- Chargé de Communication (Mulhouse...)
- Communication de Proximité et Nouveaux Médias, Institut universitaire de technologie de Cergy-Pontoise, site de Sarcelles.
- Image et son, IUT de Chambéry, Université de Savoie
- Référenceur et Rédacteur Web (uniquement à Mulhouse)
- Servicétique (Limoges)
- Webdesign (Montbéliard…)
- Webdesigner (Mulhouse...)

### Conditions d'accès
Le diplôme requis est un diplôme du Baccalauréat lorsque la formation dure trois ans, mais la licence professionnelle peut aussi être intégrée après obtention de 30 à 120 crédits ECTS, c'est-à-dire après avoir validé une formation d'une durée de un semestre à deux années.